# Heremaia Ngata
Heremaia ‘Harry’ Ngata (ur. 24 sierpnia 1971 w Wanganui) – nowozelandzki piłkarz, grający podczas kariery na pozycji pomocnika.

## Kariera klubowa
Heremaia Ngata rozpoczął karierę w 1989 roku w angielskim klubie Hull City. Z Hull spadł z drugiej do trzeciej ligi w 1991 roku. Po powrocie do ojczyzny został zawodnikiem North Shore United. W 1994 roku wyjechał do australijskiego klubu Brunswick Juventus, lecz po roku powrócił do North Shore United.
W kolejnych latach występował w prowincjonalnych australijskich klubach, by w 1998 trafić do irlandzkiego klubu Bohemians Dublin. W 1999 powrócił do Nowej Zelandii do występującego w National Soccer League Football Kingz, w którym zakończył karierę w 2004 roku.

## Kariera reprezentacyjna
W reprezentacji Nowej Zelandii Ngata zadebiutował 18 kwietnia 1993 w przegranym 1-3 meczu z Arabią Saudyjską. W 1992 roku uczestniczył w eliminacjach Mistrzostw Świata 1994. W 1995 roku wystąpił w Pucharze Narodów Oceanii 1996. Wystąpił w jednym meczu z Australią. W 1998 roku wystąpił w Pucharze Narodów Oceanii, który Nowa Zelandia wygrała. Ngata wystąpił w trzech meczach z Tahiti, Fidżi i Australią.
W 1999 roku wystąpił w Pucharze Konfederacji, na którym Nowa Zelandia odpadła w fazie grupowej. Na turnieju we Meksyku wystąpił w meczu z Brazylią. W 2000 roku wystąpił w Pucharze Narodów Oceanii, na którym Nowa Zelandia zajęła drugie miejsce. Ngata wystąpił w trzech meczach z Tahiti, Vanuatu i Wyspami Salomona. W 2001 roku uczestniczył w eliminacjach Mistrzostw Świata 2002, podczas których 13 czerwca 2001 w wygranym 7-0 meczu z Vanuatu wystąpił po raz ostatni w reprezentacji. Ogółem w latach 1993–2001 w reprezentacji wystąpił w 28 meczach, w których strzelił 3 bramki.